# Sony Ericsson Xperia X10 mini
Sony Ericsson Xperia X10 mini是索尼愛立信生產，採用Android作業系統的智能手機，是索尼愛立信第二部採用Android作業系統的智能手機。屬Xperia系列，於2010年2月14日面世。採用電容式多點觸控顯示屏，600 MHz Qualcomm MSM7227 處理器，內置 256 MB 記憶體。

## Sony Ericsson Xperia X10 mini pro
Sony Ericsson Xperia X10 mini pro (U20i) 是 X10 mini 的加強版本，針對商務市場。兩者採用大致相同的硬件規格，最大分別是 X10 mini pro 增設滑動式實體QWERTY鍵盤及可更換式電池，同時 X10 mini pro 機身呎吋亦較大 (X10 mini pro：3.5 × 2.0 × 0.7 吋，X10 mini：3.3 × 2.0 × 0.6 吋)。

## 操作系统
X10 Mini Pro (包括 X10 及 X10 Mini) 出廠時使用 Android 1.6 版本操作系统，官方 2.1版本系統升級於2010年10月31日起推出。

## 獎項
- 2010年 紅點設計大獎 (red dot product design award) [4]
- European Mobile Phone 2010–2011 [5]

## 外部連結
- Sony Ericsson Xperia X10 Mini 官方網站 英文